# Montfichet's Castle
Montfichet's Castle era una fortezza in quella che è nota come City of London; venne costruita nel 1070 a nord-ovest di Baynard's Castle da Gilbert de Monfichet, nativo di Rouen e parente di Guglielmo il Conquistatore.
Egli combatté alla Battaglia di Hastings. Questa torre venne demolita da Giovanni d'Inghilterra nel 1213, dopo aver esiliato Richard, successore di Gilbert come proprietario della fortezza. Le macerie vennero poi utilizzate per la costruzione, nel 1276, del monastero di Blackfriars.
L'ubicazione corrisponde, più o meno, all'attuale stazione situata su Ludgate Hill.